# Kategoria e Parë 1937
La Kategoria e Parë 1937 fu la settima edizione del campionato albanese di calcio disputato tra il 25 aprile e il 18 dicembre 1937 e concluso con la vittoria del Tirana, al suo sesto titolo.
Capocannoniere del torneo fu Riza Lushta (Tirana) con 25 reti.

## Formula
Nuovo incremento del numero delle squadre partecipanti, 10 in questa edizione che si affrontarono in un turno di andata e ritorno per un totale di 18 partite.
L'ultima classificata retrocedette in Kategoria e Dytë.

## Squadre
| Squadra             | Città    | Stadio | Stagione 1936      |
| ------------------- | -------- | ------ | ------------------ |
| KS Vllaznia Shkodër | Scutari  |        | 2°                 |
| SK Kavaja           | Kavajë   |        | 3°                 |
| KS Skënderbeu       | Coriza   |        | 4°                 |
| Durrësi             | Durazzo  |        | 5°                 |
| Tirana              | Tirana   |        | Campione d'Albania |
| Bashkimi Elbasanas  | Elbasan  |        | 7°                 |
| Ismail Qemali Vlorë | Valona   |        | 8°                 |
| Dragoj Pogradec     | Pogradec |        | 6°                 |
| Bardhyli Lezhë      | Alessio  |        | Kategoria e Dytë   |
| KS Tomori Berat     | Berat    |        | Kategoria e Dytë   |

## Classifica
|                    | Pos. | Squadra             | Pt | G  | V  | N | P  | GF | GS | DR  |
| ------------------ | ---- | ------------------- | -- | -- | -- | - | -- | -- | -- | --- |
| Albania (bandiera) | 1.   | SK Tirana           | 35 | 18 | 17 | 1 | 0  | 74 | 8  | +66 |
|                    | 2.   | KS Vllaznia Shkodër | 29 | 18 | 14 | 1 | 3  | 55 | 15 | +40 |
|                    | 3.   | KS Besa Kavajë      | 22 | 18 | 10 | 2 | 6  | 49 | 20 | +29 |
|                    | 4.   | KS Skënderbeu Korçë | 18 | 18 | 8  | 2 | 8  | 22 | 31 | -9  |
|                    | 5.   | Bashkimi Elbasanas  | 17 | 18 | 7  | 3 | 8  | 28 | 28 | 0   |
|                    | 6.   | Bardhyli Lezhë      | 15 | 18 | 6  | 3 | 9  | 22 | 42 | -20 |
|                    | 7.   | Dragoj Pogradec     | 13 | 18 | 4  | 5 | 9  | 18 | 36 | -18 |
|                    | 8.   | Durrësi             | 11 | 18 | 4  | 3 | 11 | 13 | 35 | -22 |
|                    | 9.   | Ismail Qemali Vlorë | 10 | 18 | 3  | 4 | 11 | 10 | 43 | -33 |
|                    | 10.  | KS Tomori Berat     | 10 | 18 | 3  | 4 | 11 | 17 | 50 | -33 |

Legenda:

      Campione d'Albania
      Retrocesso in Kategoria e Dytë
Note:

Due punti a vittoria, uno a pareggio, zero a sconfitta.

### Verdetti
- Campione: Tirana
- Retrocessa in Kategoria e Dytë: KS Tomori Berat